# Echter Buchweizen
Der Echte Buchweizen (Fagopyrum esculentum), auch Gemeiner Buchweizen, ist eine Pflanzenart aus der Gattung Buchweizen (Fagopyrum) in der Familie der Knöterichgewächse (Polygonaceae). Manchmal wird er auch in die Gattung Polygonum eingeordnet. Buchweizen ist ein Pseudogetreide (Pseudocerealie).
Der Echte Buchweizen wurde zur Arzneipflanze des Jahres 1999 gewählt.

## Namen und Etymologie
Die Bezeichnung Buchweizen ist als Buchweiß, Buchweytzen seit dem 16. Jahrhundert belegt, nach mittelniederdeutsch bukweten (15. Jahrhundert), mittelniederländisch boecweyt. Die Benennung erfolgte nach den Früchten, die Bucheckern ähneln und wie Weizenkörner verwendet wurden. Die seit dem 15. Jahrhundert belegten Bezeichnungen Heide(n)korn, Heiden, Heidegraupen und ähnlich beziehen sich ursprünglich nicht auf den Landschaftstyp der Heide, sondern ähnlich wie die französische Bezeichnung (blé) sarrasin („sarazenisches Korn“) auf die Herkunft aus heidnischen Ländern.
Daneben werden und wurden regionale Bezeichnungen wie Blende, Brein, schwarzes Welschkorn, Gricken (lit. Grikiai) oder türkischer Weizen (z. B. bei Th. Storm) verwendet, in den slawischen Sprachen finden sich die Bezeichnungen pohanka (tschechisch und slowakisch, deutsch etwa: Heidenkorn), gryka (polnisch, kasza gryczana = Buchweizengrütze), ajda (slowenisch).

## Beschreibung

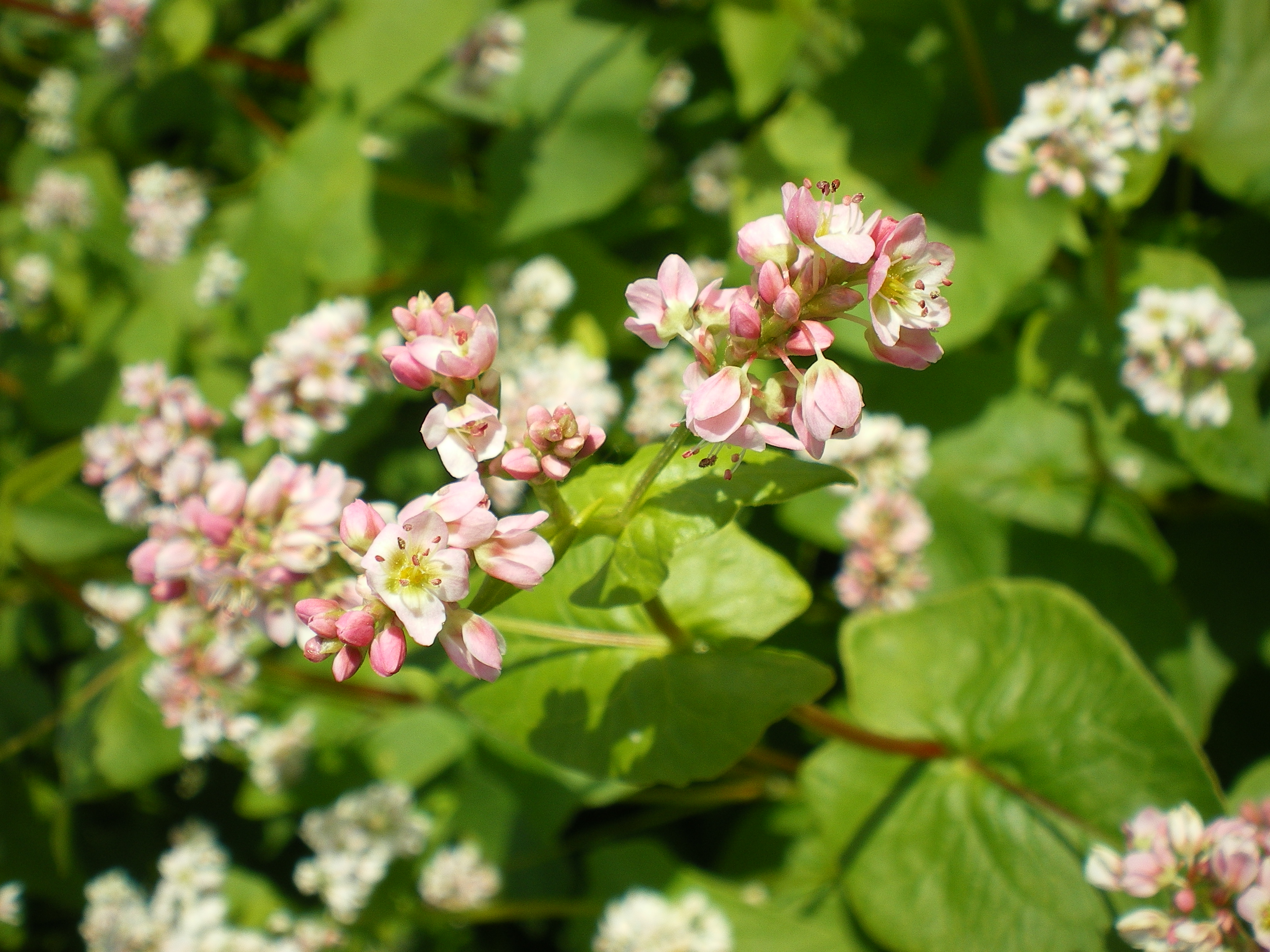
Blütenstand des Echten Buchweizens

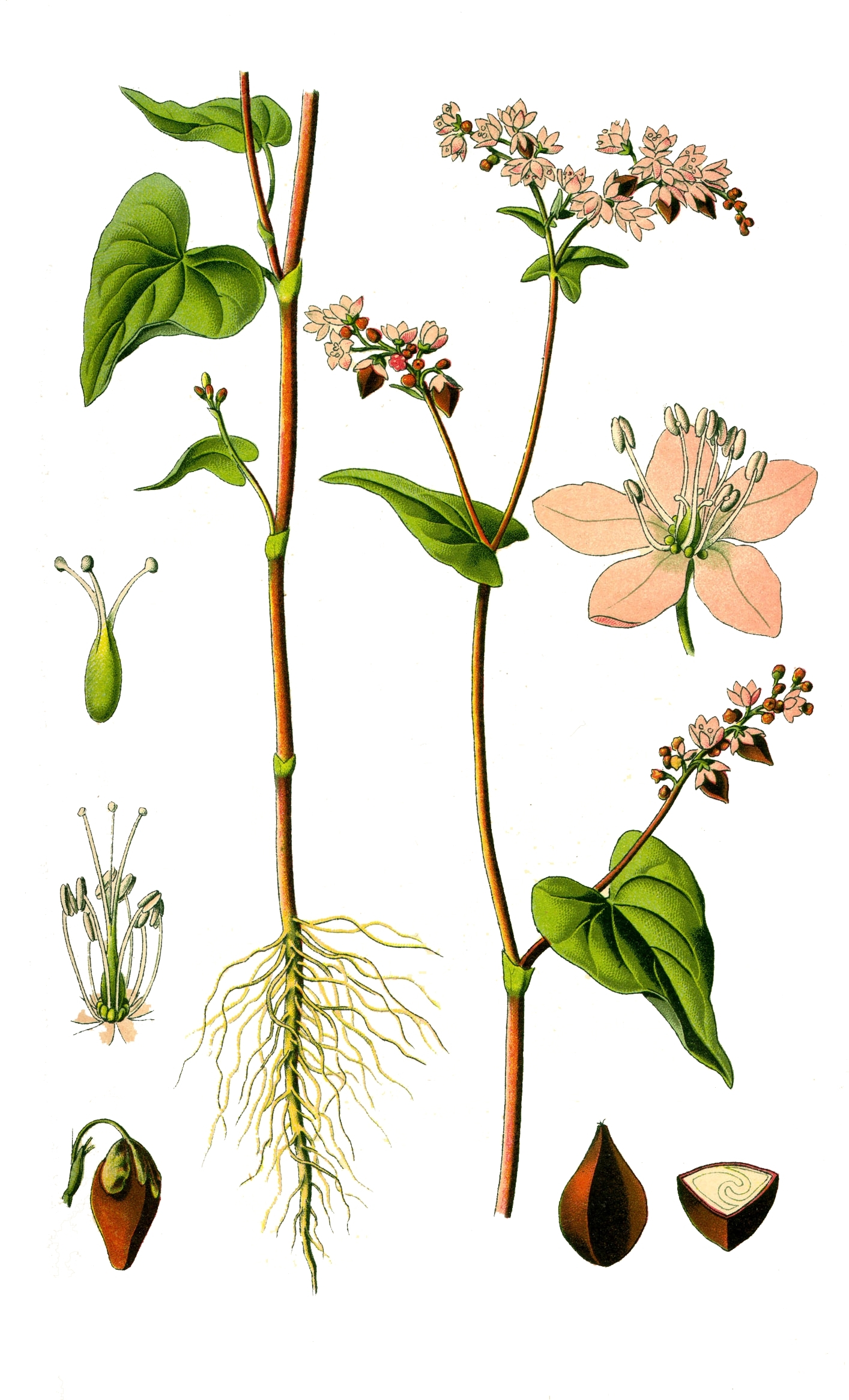
Illustration

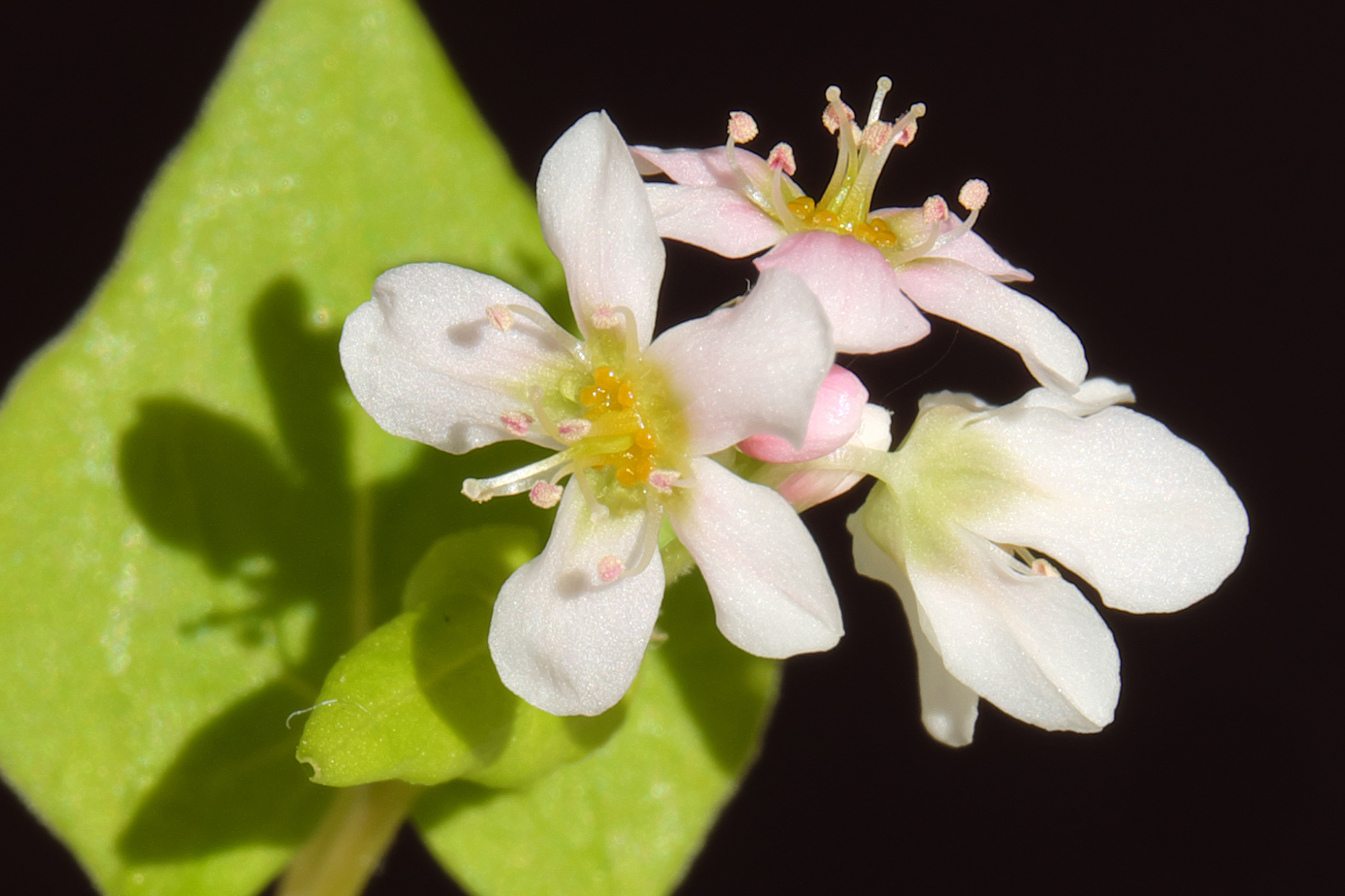
Buchweizenblüten in Nahaufnahme

### Vegetative Merkmale
Der Echte Buchweizen ist eine einjährige krautige Pflanze, die als Wildpflanze Wuchshöhen von 20 bis 60 Zentimetern erreicht, unter günstigen Bedingungen (Ackeranbau) auch bis zu 1,2 Meter. Der aufrechte Stängel ist wenig verzweigt und bei der Fruchtreife meistens rot überlaufen.
Die Laubblätter sind wechselständig angeordnet. Die unteren Laubblätter sind deutlich gestielt, die oberen sitzen fast dem Stängel an. Typisch für die Knöterichgewächse ist die kurze, tütenartige Hülle (Ochrea), die an der Ansatzstelle des Blattstiels den Stängel umhüllt. Die Blattspreite ist dreieckig spießförmig, herz- bis pfeilförmig, mit einer Länge bis zu 8 Zentimetern meistens etwas länger oder gleich lang als breit und stets zugespitzt.

### Generative Merkmale
In den Blätterachseln entspringen die Blütenstandsschäfte, über denen die kurzen, traubigen bis schirmrispigen Blütenstände stehen. Die zwittrigen Blüten sind nur etwa 3 Millimeter lang. Die Blütenhülle besteht aus meist fünf, selten auch nur vier 3 bis 4 mm langen, weißen, rosafarbenen bis rötlichen Blütenhüllblättern.
Als Frucht wird pro Blüte ein dreikantiges Nüsschen gebildet. Die Nüsschen sind 4 bis 6 Millimeter lang und etwa 3 Millimeter dick mit ganzrandigen, scharfen, ungezähnten Kanten und glatten Flächen. Die Frucht ist ungeflügelt und besitzt eine derbe Schale, die etwa 30 % des Gewichts ausmacht und vor der Nutzung als Nahrungsmittel entfernt werden muss. Die Tausendkornmasse beträgt bei Feldanbau etwa 16 g.
Die Chromosomenzahl beträgt 2n = 16.

## Verbreitung als Wildpflanze und Ökologie
Der Echte Buchweizen ist eine alte Nutzpflanze. Er stammt ursprünglich aus Zentral- bis Ostasien. In Mitteleuropa ist er selten auch verwildert an Wegen und Waldrändern sowie in Schutt- und Unkrautfluren anzutreffen. Die Bestände stammen meist aus Anbau oder Aussaat (z. B. als Wild- oder Bienenfutter) und überdauern oft nur einige Jahre. Der echte Buchweizen bevorzugt lockere, sandige Böden, die basenarm und mäßig sauer sind. Er kommt in Mitteleuropa in Gesellschaften der Klasse Chenopodietea vor. Er ist eine wärmeliebende Pflanze, die bereits bei niedrigen Plusgraden Kälteschäden davonträgt.

## Verwandte Arten
Eine nahe verwandte Art ist der Tataren-Buchweizen (Fagopyrum tataricum). Unterscheidungsmerkmale zum Echten Buchweizen: die Blätter sind meist breiter als lang und der Stängel ist zur Fruchtzeit grün, nicht rot.
Weitere Verwandte des Buchweizens sind Sauerampfer (Rumex acetosa) und Rhabarber (Rheum rhabarbarum). Er ist jedoch nicht mit dem Weizen (Triticum) verwandt.

Ursprungs- (Rot) und Anbaugebiet (Grün) von Buchweizen

## Nutzungsgeschichte
Der Echte Buchweizen wurde wahrscheinlich zuerst in China kultiviert. Archäologisch nachgewiesen sind Buchweizenkörner auch aus skythischen Siedlungen des 7. bis 4. Jahrhunderts vor Christus nördlich des Schwarzen Meeres. In Mitteleuropa erfolgte die Ausbreitung während des späten Mittelalters von Osten nach Westen, Buchweizenpollen und -körner lassen sich frühestens ab dem 12. Jahrhundert nachweisen. In Deutschland stammen die ersten schriftlichen Erwähnungen des Buchweizens aus dem Leinetal (1380) und aus Nürnberg (1396). Ab dem 16. Jahrhundert wurde er dann in ganz Europa in Gebieten angebaut, in denen Klima und Boden eine andere Nutzung erschwerten.
Der Schwerpunkt des Anbaus von Buchweizen lag in Mitteleuropa im 17. und 18. Jahrhundert. Vor allem seit im 18. Jahrhundert der Anbau der Kartoffel stark zunahm, die ebenfalls auf relativ schlechten Böden noch gut gedeiht, ging die Bedeutung des Buchweizens als Nahrungslieferant deutlich zurück. Mitte des 20. Jahrhunderts war der Buchweizenanbau in Deutschland völlig bedeutungslos geworden, weil der Einsatz von Kunstdünger den Anbau von ertragreicheren Feldfrüchten auch auf ärmeren Böden ermöglichte. In den letzten Jahrzehnten wird Buchweizen aufgrund geänderter Nahrungsgewohnheiten jedoch wieder als Nischenprodukt angepflanzt. In einigen mittel- und osteuropäischen Ländern erhielt sich Buchweizen eine moderate Beliebtheit bei der Gesamtbevölkerung auch über das 20. Jahrhundert hinweg, so beispielsweise in Polen, Russland, Estland, Lettland, Litauen, Belarus und der Ukraine (siehe Kapitel Zubereitung).

## Anbau und Ernte
Im Anbau stellt Buchweizen wenig Ansprüche an den Boden und gedeiht auch in sonst ziemlich unfruchtbaren Heide- und Moorgegenden. Die Pflanze ist jedoch empfindlich gegen Kälte und erträgt keine Temperaturen unter +3 °C. Zum Keimen benötigt Buchweizen eine Bodentemperatur über 10 °C und kann daher erst ab Mitte Mai bis Anfang Juni ausgesät werden. Aufgrund dieser Ansprüche ist in Europa ein Anbau nur bis etwa 70° nördlicher Breite und in Höhenlagen bis 800 m möglich. Wegen unsicherer Fremdbestäubung bringt der Buchweizen trotz vieler Blüten nur etwa neun Nüsschen pro Pflanze.
Zur Gewinnung der Buchweizennüsschen erfolgt die Aussaat in Mitteleuropa zwischen Mitte Mai und Mitte Juni, in wärmeren Tieflagen auch erst im Juli. Die Nüsschen reifen schnell innerhalb von zehn bis zwölf Wochen nach der Aussaat, so dass die Ernte im Mähdreschverfahren zwischen Ende August und Anfang September erfolgen kann. Buchweizen ist stark witterungsempfindlich, weshalb der Ertrag mit weitaus mehr Unsicherheiten behaftet ist als bei üblichen Getreiden. Die Erträge liegen bei etwa 10 bis 25 dt/ha. In besonders guten Lagen (Weinbauklima) kann Buchweizen auch als Zweitkultur nach früh abreifenden Vorfrüchten wie Wintergerste angebaut werden. Bei Saatterminen von Mitte bis Ende Juni ist eine Ernte Ende September möglich.
Buchweizen kann aber auch als Zwischenfrucht angebaut werden; der blühende Spross lässt sich innerhalb von sechs bis neun Wochen nach der Aussaat als Grünfutter nutzen, wird jedoch als schlechtes Futter eingestuft. Bei Zwischenfruchtanbau kann die Aussaat in Mitteleuropa je nach klimatischer Lage noch bis Ende Juli erfolgen.
Buchweizen ist eine gute Bienentrachtpflanze. Sein Nektar hat einen Saccharose-Gehalt von durchschnittlich 46 Prozent, jede einzelne Blüte produziert in 24 Stunden durchschnittlich 0,1 mg Zucker (Zuckerwert). Honigerträge von bis zu 494 kg pro Hektar Anbaufläche sind möglich und entsprechen daher in etwa den bei Raps oder Phacelia möglichen Werten. Der melasseartig schmeckende Buchweizenhonig ist im frischen Zustand von dunkelbrauner Farbe und zähflüssig, er kristallisiert im Laufe der Zeit grob und hart aus und besitzt dann eine dunkle Farbe.
Weltweit ist Buchweizen heute von untergeordneter Bedeutung. Laut FAO wurden 2020 weltweit 1,8 Millionen t Buchweizen geerntet. Lediglich in 18 Ländern wurden Buchweizen produziert. Die größten Anbauländer sind Russland (892.160 t), China (503.988 t) und die Ukraine (97.640 t). Die größten Produzenten in Amerika sind die USA (86.397 t) und Brasilien (65.117 t).
In Deutschland wird er (in kleinen Mengen) noch in der Lüneburger Heide, in Schleswig-Holstein, Westfalen, am Niederrhein, in der Eifel, im Hunsrück, in Oberfranken, auf der Schwäbischen Alb und in einigen Alpentälern angebaut.

## Verwendung in Blühstreifen und als Zwischenfrucht
Häufiger denn als Feldfrucht wird Buchweizen heute in Saatgutmischungen für Blühstreifen, für Agrarumweltmaßnahmen oder als Bienenweide eingesetzt, wo er zu den am häufigsten verwendeten Arten zählt. Die Art ist in fast allen gängigen einjährigen Mischungen, oft in hohen Anteilen, enthalten. Daneben wird Buchweizen zur Gründüngung oder als Zwischenfrucht verwendet. Erwünschte Eigenschaften sind hier die schnelle Jugendentwicklung mit einer intensiven, bis zum ersten Frost anhaltenden Bodenbedeckung.

## Chemische Zusammensetzung

### Samen
Stärke
- 71–78 % in Grütze
- 70–91 % in verschiedenen Mehltypen[17][18][19]
- Stärke besteht zu 25 % aus Amylose und zu 75 % aus Amylopektin.
- Abhängig von hydrothermalen Einflüssen enthält Buchweizen-Grütze 7–37 % resistente Stärke.

Proteine
- Rohproteine 18 % mit einer biologischen Wertigkeit über 90.[20] Dies lässt sich durch den hohen Gehalt an sämtlichen essentiellen Aminosäuren erklären, insbesondere Lysin, Threonin, Tryptophan und schwefelhaltigen Aminosäuren.[21]

Mineralstoffe
- Reich an Eisen (60–100 ppm), Zink (20–30 ppm) und Selen (20–50 ppb)[22][23]

Polyphenole
- 10–200 ppm Rutin, 0.1–2 % Tannine[24] und Catechin-7-O-Glucosid in Grütze.[25]

Aromatische Verbindungen
Salicylaldehyd (2-Hydroxybenzaldehyd) ist eine charakteristische Verbindung des Buchweizen-Aromas.
2,5-Dimethyl-4-hydroxy-3(2H)-furanon, (E,E)-2,4-Decadienal, Phenylacetaldehyd, 2-Methoxy-4-vinylphenol, (E)-2-Nonenal, Decanal und Hexanal tragen ebenfalls zum Aroma bei. Alle weisen einen Aromawert über 50 auf, isoliert gleicht das Aroma dieser Substanzen Buchweizen jedoch nicht.
Inositol-Derivate
Fagopyritol A1 und Fagopyritol B1 (Mono-galactosyl-D-chiro-inositol-Isomere), Fagopyritol A2 und Fagopyritol B2 (Di-galactosyl-D-chiro-inositol Isomere), und Fagopyritol B3 (Tri-galactosyl-D-chiro-inositol)

### Kraut
Fagopyrin
- 0,4 to 0,6 mg/g Fagopyrine (mindestens drei ähnliche Substanzen)[29][30]

## Nährwert
Durchschnittlicher Gehalt je 100 g geschälter Buchweizen:
| Bestandteil   | in g   |
| ------------- | ------ |
| Feuchtigkeit  | 11,2 g |
| Kohlenhydrate | 71,0 g |
| Ballaststoffe | 4,0 g  |
| Protein       | 9,8 g  |
| Mineralstoffe | 2,2 g  |
| Fett          | 1,8 g  |

Der Brennwert beträgt 1421 kJ (340 kcal) pro 100 g geschälte Ware. Buchweizen enthält kein Gluten (auch als „Kleber“ bezeichnet).

## Zubereitung

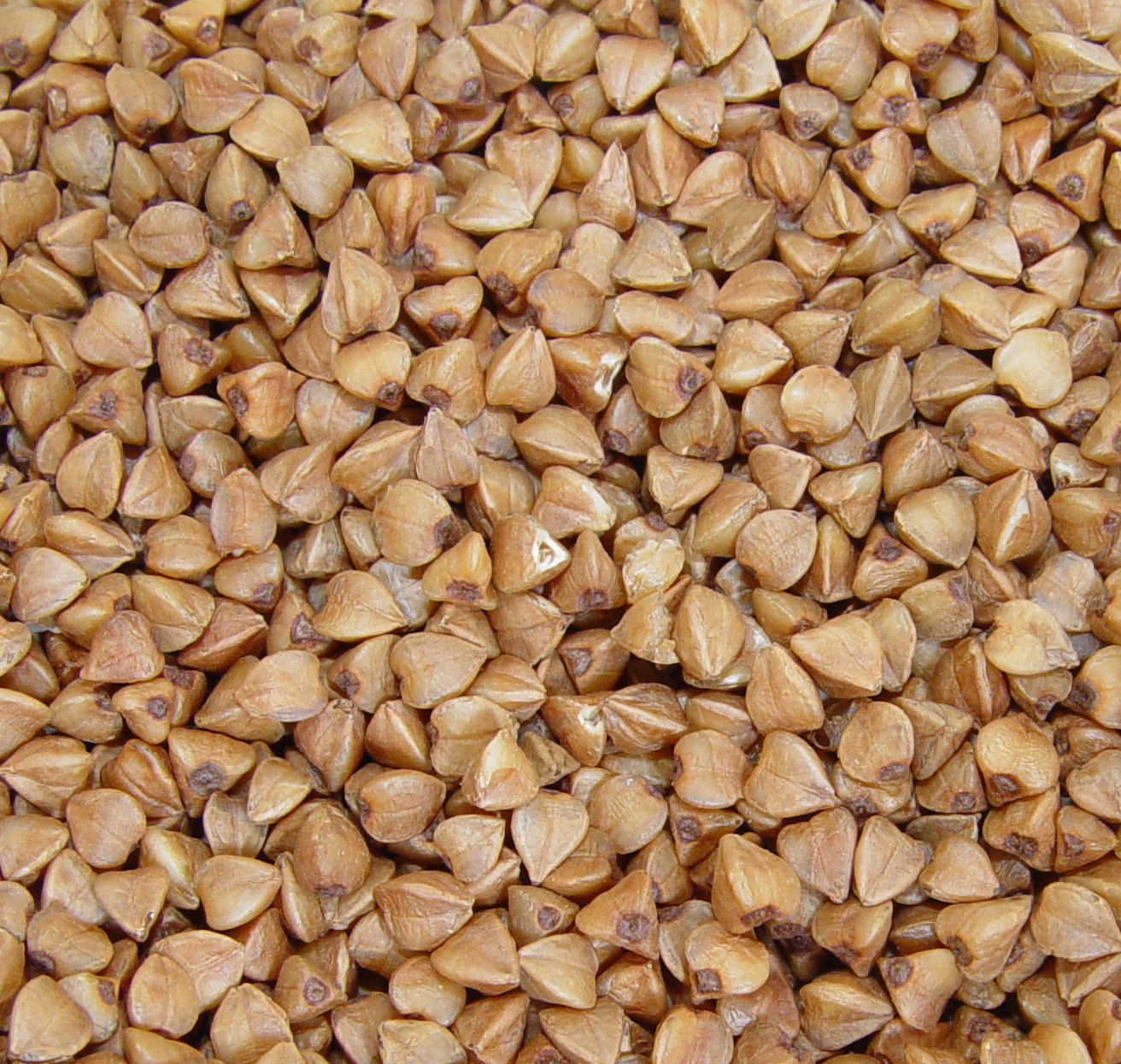
Buchweizenkörner

Wegen des fehlenden Glutens eignet sich reiner Buchweizen zwar nicht als alleiniger Inhaltsstoff zum Brotbacken, ist aber zur Ernährung von Menschen mit Glutenunverträglichkeit oder Zöliakie geeignet. Daher gibt es mittlerweile unzählige Rezepte mit Buchweizenmehl und auch fertige Backwaren beim Bäcker. Buchweizen wird hauptsächlich in Naturkostläden, Supermärkten und Drogerien als ganzes geschältes Korn, in Form von Grütze, Flocken oder Mehl angeboten.
Vor allem die russische, belarussische, ukrainische und polnische Küche kennt Buchweizengrütze (russisch: гречневая каша (grétschnewaja káscha), belarussisch: грэчневая каша (hrečnievaja kaša), ukrainisch: гречана каша (hretschána káscha), polnisch: kasza gryczana) als Beilage auch zu Fleischgerichten, welche in diesen Ländern sehr beliebt ist. So gilt Buchweizen z. B. in Polen als typische Beilage zu Gulasch. In Lettland, Litauen, Polen und Russland kann man Buchweizen in Kochbeuteln [Griķi (Gritji, гречка)] kaufen und man findet ihn nicht, wie häufig in Deutschland und Österreich, nur im Regal speziell mit Naturkost, vegetarischen oder glutenfreien Produkten, sondern neben Reis und anderen beliebten Beilagen. In der norditalienischen und der Bündner Küche findet Buchweizenmehl als grano saraceno für Pizzoccheri und Polenta Verwendung. Auch die Französische Küche verwendet Buchweizenmehl (unter dem Namen blé noir, „schwarzer Weizen“, resp. sarrasin) für Pfannkuchen, sogenannte Galettes. In den Niederlanden werden etwa münzgroße, aber relativ dicke süße Pfannküchlein, sogenannte Poffertjes, mit einem 1:1-Anteil Weizenmehl und Buchweizenmehl gebacken. Die Moorkolonisten im Emsland bezeichneten Buchweizenpfannkuchen (ostfriesisches Niederdeutsch oder 'Friesenplatt': Bookweiten-Janhinnerk) als ihr tägliches Brot. Dieses Gericht gibt es auch in der Eifel, in Nord- und Südtirol „Schwarzplentn“; daneben wird in Südtirol auch die Bozner Buchweizentorte (Schwarzplentener Kuchen) und der Schwarzplentene Riebler zubereitet. In den USA werden die berühmten Pancakes auch oft aus buckwheat-Mehl zubereitet. Die Westfälische Küche kennt Panhas als Fleischpastete mit Buchweizenmehl. In der Steiermark, Kärnten, in Slowenien und in Luxemburg kocht man den Heidensterz, einen kräftigen Sterz aus Buchweizenmehl. In Luxemburg wird der Sterz in kleine Stücke geschnitten („Stäerzelen“) und anschließend, meist mit Speck, in der Pfanne angebraten. In Japan bestehen die sehr beliebten Soba-Nudeln aus namensgebendem Buchweizen.

## Gesundheitsaspekte

### Anwendung und Risiken
Blüten und grüne Pflanzenteile des Buchweizens enthalten Rutoside, die bei Venenleiden medizinische Verwendung finden.
Buchweizen ist, wie andere Samen, ein Lebensmittel mit einem hohen Gehalt  an Proteinen, Ballaststoffen und Stärke. Der Gehalt an Ballaststoffen und Proteinen ist aber geringer als in klassischen Getreiden (Weizen, Roggen, Gerste).
Da Buchweizen glutenfrei ist, kann er als Diätnahrung bei Zöliakie (Sprue, glutensensitive Enteropathie) verwendet werden.
In Versuchen mit diabetischen Ratten hat Buchweizen im Vergleich zu purer Glukoselösung zu einer flacheren Blutzuckerkurve in einem Glukosebelastungstest geführt.
Leicht problematisch kann der rote Farbstoff aus der Fruchtschale, das Fagopyrin, sein. Sofern man ihn isst, kann die Haut empfindlicher gegen Sonnenlicht werden, siehe Buchweizenkrankheit. Bei geschältem Buchweizen ist dies jedoch nicht mehr der Fall.

### Allergiepotenzial
Buchweizen ist, wie viele andere Samen, ein potenzielles Allergen. Er ist von der Medizinischen Universität Wien im Rahmen des Projektes „Nahrungsmittelallergie – eine harte Nuss zu knacken“ des Fonds zur Förderung der Wissenschaftlichen Forschung im Jahre 2018 jedoch nicht unter den 14 wichtigsten Allergenen geführt und befindet sich auch nach den EU-Richtlinien 2003/89/EG und 2006/142/EG nicht unter den 14 in der Europäischen Union kennzeichnungspflichtigen Allergenen.
Die Europäische Stiftung für Allergieforschung (European Centre for Allergy Research Foundation, kurz ECARF) empfiehlt die Aufnahme in die Reihe der kennzeichnungspflichtigen Allergene.